# Francisco Canindé Palhano
Dom Francisco Canindé Palhano (São José de Mipibu, 1 de fevereiro de 1949) é um bispo católico brasileiro, da Diocese de Petrolina.

## Biografia
Ingressou no Seminário de São Pedro, em Natal, em 1960. Cursou Letras na Universidade Federal do Rio Grande do Norte, Filosofia e Teologia no Seminário Central do Ipiranga em São Paulo. Recebeu a ordenação diaconal em 6 de janeiro de 1974, na Igreja Matriz de Sant’Ana e São Joaquim, em São José de Mipibu.
Canindé Palhano foi ordenado ao sacerdócio em 2 de fevereiro de 1975, através Dom Nivaldo Monte, Arcebispo Metropolitano de Natal. É mestre em Teologia Moral, pela Academia Alfonsiana da Pontifícia Universidade Lateranense, em Roma (1985-1987). Dirigiu grupos na Arquidiocese de Natal e recebeu o título de Monsenhor em 29 de novembro de 1991.
Foi nomeado pelo Papa Bento XVI, em 26 de julho de 2006, para a Diocese de Bonfim, na Bahia. Recebeu a ordenação episcopal em 21 de outubro daquele ano, na Catedral de Natal, através de Dom Matias Patrício de Macêdo, Arcebispo de Natal, Dom Jaime Vieira Rocha, Bispo de Campina Grande, e Dom Heitor de Araújo Sales, Arcebispo Emérito de Natal.
Em seu ministério como sexto bispo da Diocese de Bonfim, Dom Francisco implantou no Ginásio Diocesano uma das etapas de formação inicial ao sacerdócio; ordenou dezesseis padres e dois diáconos; implantou a Pastoral Hospitalar; fortaleceu o movimento Encontro de Casais em Cristo; promoveu a reforma da Casa Episcopal e a iniciação da reforma geral da Catedral Diocesana. Também tomou parte no Conselho Nacional do Encontro de Casais com Cristo.
Dom Palhano foi nomeado em 3 de janeiro de 2018 como bispo de Petrolina, Pernambuco. Tomou posse como oitavo bispo da Diocese em 3 de março de 2018.